# Iris Anna Otto
Iris Anna Otto (* 24. Mai 1953 in Herne) ist eine deutsche Schriftstellerin.

## Leben
Iris Anna Otto studierte in Marburg Vergleichende Religionswissenschaft, Alt-Orientalistik und Neuere Deutsche Literatur und promovierte 1981 mit einer Arbeit über die Träume der Irokesen. 1991 erhielt sie den Georg-Christoph-Lichtenberg-Preis, 1992 den Förderpreis Junge Literatur der Stadt Herne und 1994 den Kulturpreis der Stadt Pfungstadt.
Als Redakteurin war sie am Aufbau der Software des Falken-Verlags beteiligt, bevor sie sich ganz dem Verfassen von Kurzprosa, Drehbüchern, Hörspielen und Features, Gedichten, Kinder- und Jugendbüchern widmete.

## Werke
- Salute, Amore, Pesetas, Kranichsteiner Literaturverlag, 1994
- Tango für die Mäuse. Mit Bildern von Edda Skibbe. Fischer Schatzinsel Verlag, 1996. ISBN 978-3-596-80164-0
- Schepper, Carlsen-Verlag, 1998
- Die Luschinskis, Carlsen-Verlag, 2001
- Liebe, Lügen, die Luschinskis, Carlsen-Verlag, 2002
- Kinder, Kinder, die Luschinskis, Carlsen Verlag, 2003